# Razbojnici (Schiller)
Razbojnici (njem. Die Räuber) kazališno je djelo njemačkog pisca Friedricha Schillera iz 1781. godine. Djelo govori o dva brata; jedan je buntovnik i karizmatik, drugi je hladan i proračunat, koji se bore za ostavštinu svog oca. Razbojnici je djelo u pet činova i to je prvo Schillerovo kazališno djelo. Djelo govori o slobodi i privrženosti zakonu, ljudskosti, pobuni i borbi između dobra i zla. Tradicijski računa se da ovo djelo pripada Sturm und Drang-pokretu.
Djelo je objavljeno 1781. bez naznake o piscu i s pogrešnim mjestom izdanja. Praizvedba je bila 13. siječnja 1782. u nacionalnom kazalištu u Mannheimu u režiji Wolfganga von Dalberga. Djelo je doživjelo uspjeh i značilo je Schillerov proboj. Služilo je kao uzorak za nekoliko opera, između ostalih i istoimene opere skladatelja Giuseppea Verdija iz 1847.

## Obrade
- I briganti (1836), opera Saveria Mercadantea, libreto Jacopa Crescinia
- Razbojnici (I masnadieri) (1847.), opera Giuseppea Verdija, libreto Andrea Maffeia
- I briganti (oko. 1895.), opera Lluïsa Casagemas (op. 227), libreto Andrea Maffei
- The robbers (1913.), film redatelja J. Searlea Dawleya i Waltera Edwina
- Die Räuber (1957.), opera Giselhera Klebea